# Brumlák
Brumlák (anglicky billy-bumbler) je vymyšlený tvor podobný psovi vyskytující se v sérii fantasy knih Temná věž, jež napsal americký spisovatel Stephen King.
Brumláci žili většinou ve smečkách. Samotní brumláci nemají šanci na přežití. Teď jsou však brumláci vzácností, již není tolik smeček co za starých gileadských časů. Tam bylo patrně obvyklé mít v domě jednoho nebo dva mluvící brumláky.
Nejznámější brumlák, co se týče sérií knih Temná věž, je Ochu. Sám byl po boji s jiným brumlákem zraněn a odhozen smečkou do křoví jako nepotřebný člen. Tam si ho všimlo Rolandovo ka-tet a vzali ho sebou na cestu k Temné věži. 